# Rhinella pygmaea
Rhinella pygmaea är en groddjursart som först beskrevs av Myers och Carvalho 1952.  Rhinella pygmaea ingår i släktet Rhinella och familjen paddor. IUCN kategoriserar arten globalt som livskraftig. Inga underarter finns listade i Catalogue of Life.